# Unifipa
A UNIFIPA – Centro Universitário Padre Albino é uma instituição de ensino superior brasileira localizada na cidade de Catanduva, interior de São Paulo, que oferece cursos de graduação e pós-graduação com excelência comprovada pelo MEC e que abrangem diversas áreas de ensino, como medicina. 
Anteriormente conhecida como Faculdades Integradas da Fundação Padre Albino – FIPA, evoluiu pra centro universitário em 2017 e, hoje, como UNIFIPA, possui mais de 2.500 alunos distribuídos em dois campi.

## História
Sua história mescla-se à história do Monsenhor Albino Alves da Cunha e Silva, falecido em 1973, que lutou e trabalhou para construir o patrimônioque trouxesse benefícios para a comunidade da cidade de Catanduva, hoje conhecido como Fundação Padre Albino.
Após trabalhar pela saúde, bem-estar e qualidade de vida da população, Monsenhor Albino direcionou seu trabalho para a formação de jovens com a criação do Colégio Catanduva, voltado para o ensino infantil, fundamental, médio e técnico em enfermagem, além do início da UNIFIPA, em 1969, com a Faculdade de Medicina de Catanduva (FAMECA), uma pós-graduação que após 50 anos de excelência, se encontra entre as melhores do Brasil. 
Com o passar do tempo, foram criadas a Faculdade de Administração de Empresas (FAECA), em 1972, a Escola Superior de Educação Física e Desportos de Catanduva (ESEFIC), a Faculdade de Enfermagem de Catanduva (FEC), em 2000, o curso de Direito em 2002, e o Instituto Superior de Educação Padre Albino (ISE), em 2005.  
A partir de 2007, as faculdades e o ISE transformaram-se em Faculdades Integradas Padre Albino (FIPA) e devido à qualidade e foco na excelência, evoluiu novamente em 2017 para Centro Universitário Padre Albino (UNIFIPA), ampliando sua estrutura física, número de alunos e conquistando autonomia universitária e modelo organizacional pedagógico, implantando ainda os cursos de Engenharia Agronômica e Farmácia. 

## Estrutura
A UNIFIPA conta com dois campi localizados em Catanduva, no interior do Estado de São Paulo. 
- Campus Sede, que engloba a administração da UNIFIPA e sete cursos, localizado à Rua dos Estudantes, 225 – Catanduva/SP
- Campus São Francisco, que sedia outros dois cursos, localizado à Rua do Seminário, 281 - São Francisco - Catanduva / SP

## Visão Geral
Com mais de 50 anos, a UNIFIPA se consolida como referência no ensino superior do Brasil devido a sua excelência na educação, foco no mercado de trabalho e protagonismo de seus estudantes, que saem preparados para carreiras de sucesso. 
Os cursos da UNIFIPA são reconhecidos pelo MEC como uma das melhores do Estado de São Paulo e do Brasil e entre os principais destaques estão a Faculdade de Medicina (FAMECA), com sua primeira turma iniciada em 1970 e, hoje, um dos mais renomados do país.
Outro destaque é o curso de Educação Física Bacharelado, marco para os catanduvenses que lutaram pela sua instalação, destacando-se o Prof. Ivo Dall Áglio que hoje dá nome ao complexo esportivo da instituição. 

## Cursos
A UNIFIPA conta com os seguintes cursos de graduação
- Administração
- Agronomia
- Biomedicina
- Direito
- Educação Física
- Enfermagem
- Engenharia Agronômica
- Farmácia
- Medicina
- Pedagogia